# Société nigérienne d'électricité
La Société nigérienne d'électricité (ou Nigelec ou NIGELEC) est le principal distributeur d'électricité au Niger.

## Historique
La production, le transport et la distribution de l’énergie électrique étaient confiés, de 1951 aux années d’indépendance, dans toute l’Afrique occidentale (à l’exception de la Côte d’Ivoire et de la Guinée) à la société Énergie AOF dont le siège était à Dakar et le capital détenu en majorité par l’État français.
Au Niger, Énergie AOF a commencé à desservir en électricité le quartier colonial et la station de pompage de Niamey en 1952, grâce à la convention lui accordant la gestion du service  de l’électricité dans cette ville. Ensuite, elle a étendu ses activités aux centres de Zinder et de Maradi, respectivement en juillet 1955 et février 1959.
À partir du 29 juillet 1960, les États ouest-africains étant devenus indépendants, la dénomination Énergie AOF a été remplacée en Société africaine de l’électricité (SAFELEC).
Avec l’avènement de la SAFELEC, le service de l’électricité a été étendu aux localités de Magaria en 1961, d’Agadez en novembre 1964 et de Tahoua en octobre 1967.
Par la suite, chaque État créa une Société nationale d’électricité et la SAFELEC fut liquidée en juin 1970.
Ainsi, la Société nigérienne d'électricité (NIGELEC), société anonyme d’économie mixte, aux capitaux majoritairement nigériens, fut créée le 7 septembre 1968. Son premier directeur général Nigérien est Boukari Kané.
La distribution de l’eau et de l’électricité lui fut progressivement confiée, d’abord en gérance, puis sous forme de concession à partir de 1973. 
En 1987, la distribution de l’eau fut séparée de celle de l’électricité pour être confiée à la Société nationale des Eaux (SNE), créée cette année-là, pour assurer ce service.
Conformément au code de l’électricité adopté par l’ordonnance n° 88-064 du 22/12/1988, un nouveau traité de concession confiant à la NIGELEC, le monopole des activités de production, de transport et de distribution de l’énergie électrique sur toute l’étendue du territoire national, a été signé entre l’État et cette société,  le 03/03/1993, pour une durée de 50 ans. Cependant, une dérogation a été accordée à la SONICHAR pour la production et vente de l’énergie électrique à la NIGELEC et aux sociétés minières. Ce traité détermine les obligations réciproques des parties dont celles de l’État (concédant) consistent entre autres, à la réalisation des investissements de premier établissement et celles de la NIGELEC (concessionnaire) se résumant à l’exploitation, la maintenance, l’entretien et le renouvellement des équipements concédés.
Un nouveau code de l’électricité consacrée par la loi n° 2016-005 du 17/05/2016  portant code de l’électricité confère à l’État, à travers le Ministère chargé de l’Énergie, le rôle d’élaboration de la politique du secteur, de définition du cadre législatif et réglementaire des activités de production, transport, distribution, importation, exportation dont il assure le suivi et le contrôle. Il prévoit également la régulation de ces activités par un organe de régulation (ARSE) créé par la loi 2015-58 du 2 décembre 2015.
En outre, le nouveau code consacre la libéralisation de l’activité de production avec possibilité offerte aux opérateurs de production, de distribuer directement aux gros consommateurs et l’accès des tiers au réseau de transport. Il permet également aux titulaires des concessions rurales de distribuer à leurs clients des zones rurales.
À la faveur de ce nouveau code, une nouvelle convention de concession a été signée entre l’État du Niger et la NIGELEC, le 18 mai 2018 pour une durée de 25 ans. Elle détermine les obligations réciproques des parties dans le cadre de la délégation à NIGELEC, de l’exploitation des infrastructures de production, de transport et de distribution, ainsi que l’exercice des activités y relatives.

## Activité
La NIGELEC assure la production, le transport et la distribution de l’électricité sur le territoire du Niger.
Selon le Rapport d'activités 2020, l’origine de l’électricité distribuée par NIGELEC, soit 1.439 GWh est
 :
- Importation du Nigeria: 1 107 GWh (76,86 %),
- Production par NIGELEC: 257 GWh (17,85 %),
- Production par la SONICHAR: 64 GWh (4,47 %)
- Production solaire : 11 GWh (0,82 %)

Selon la même source, le nombre d’abonnés est de 550 242 en 2020, représentant près de 15 % de la population.

## Organisation
NIGELEC a le statut de société anonyme d'économie mixte.
Son capital social est de 76 448 870 000 Francs CFA et est détenu à 99,38 % par l'État nigérien. 
La NIGELEC est dirigée par Mme Fati Abarchi depuis septembre 2023. Elle est la première femme à occuper ce poste depuis la création de cette société.